# Ato Institucional n.º 4
O Ato Institucional Número Quatro (AI-4) foi baixado por Humberto de Alencar Castelo Branco em 7 de dezembro de 1966, com a intenção de organizar e discutir uma nova Constituição ao Brasil que seria condizente ao governo militar instaurado em 1964.
Castelo Branco, por meio do AI-4, convocou o Congresso Nacional para a votação e promulgação do projeto de Constituição, que revogava definitivamente a Constituição de 1946. Esta já havia recebido tantas emendas, que estava totalmente descaracterizada. No Ato está descrito os pareceres e caminhos que deverão ser seguidos para a elaboração da nova Constituição - que será derrubada apenas pela formulação da Constituição de 1988, três anos após o término do  Regime Cívil-Militar.
O presidente Castelo Branco foi designado a reunir uma Comissão Mista, composta por onze senadores e onze deputados - todos da sua escolha.
Então, no dia 24 de janeiro de 1967, foi promulgada pelo Congresso Nacional uma nova Constituição, a sexta da história do país, quinta do período republicano. Essa Constituição, que dava grandes poderes ao presidente da República, seria modificada pela Emenda Constitucional n° 1, de 17 de outubro de 1969, que tornou o poder político ainda mais centralizado nas mãos do Executivo.

## Signatários
O ato institucional foi assinado, na ordem em que os nomes aparecem no documento oficial, por:
- Humberto de Alencar Castelo Branco
- Carlos Medeiros
- Zilmar Campos de Araripe Macedo
- Ademar de Queirós
- Manoel Pio Corrêa
- Eduardo Gomes

## Leitura complementar
- História e Vida integrada de Nelson Piletti & Claudino Piletti.
- Texto integral do Ato Institucional nº 4